# Madball

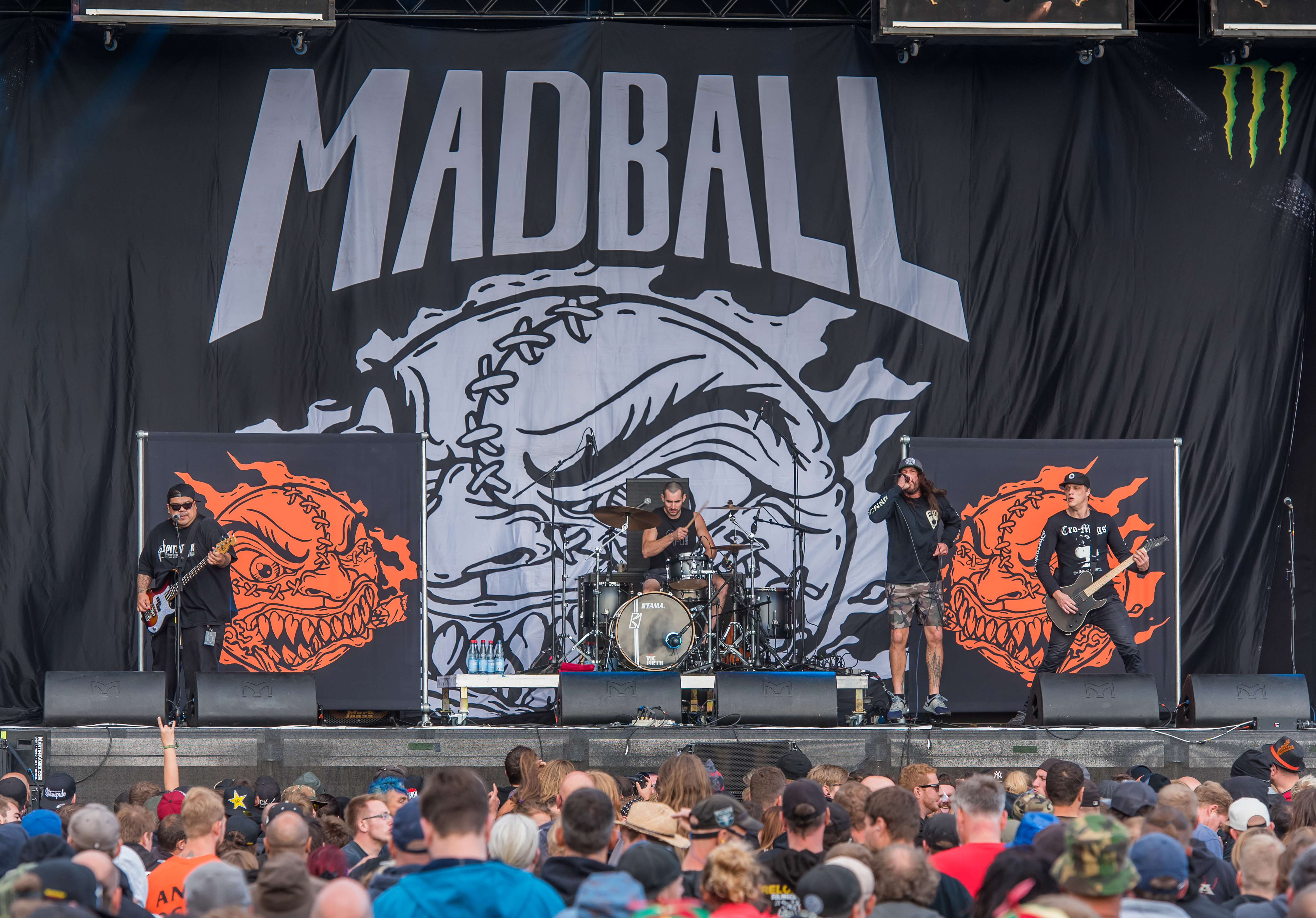
Madball in 2018

Madball is een New Yorkse metal band die in 1988 werd opgericht als protegé en zijproject van Agnostic Front. Zanger Freddy Cricien is de jongere broer van Agnostic Fronts Roger Miret.
Madball maakt typische old school New York hardcore in de stijl van bijvoorbeeld Agnostic Front en Sick of It All. De band trad verschillende keren in Nederland op, waaronder op het Lowlandsfestival in 1999, Dynamo Open Air in 1995 en 1999 en Huntenpop in 2007. Verder hebben ze in 2009 op een benefit show in de "home of hardcore" INNOCENT in Hengelo gespeeld. In februari 2010 tekende Madball bij Nuclear Blast voor de Europese release van het album Empire.
Hun laatste aanwezigheid in Nederland was op 12 november 2017 in Poppodium Nieuwe Nor in Heerlen. In België speelde de band op festivals als Pukkelpop, Dour Festival, Groezrock, Graspop en Ieperfest.

## Bandleden

### Huidige bezetting
- Freddy Cricien - zang
- Hoya Roc - basgitaar
- Mackie Jayson - drums
- Mike Gurnari - gitaar (vanaf 2018)

### Voormalige bandleden
- Rigg Ross - drums
- Vinnie Stigma - gitaar
- Will Shepler - drums
- Matt Henderson - gitaar
- John Lafatta - drums
- Mitts - gitaar
- Jay Weinberg - drums

## Discografie

### Cd
- Ball of Destruction 7"-ep (1989) (in 1996 opnieuw uitgebracht met 14 extra nummers)
- Droppin' Many Suckers (1992)
- Set It Off (1994)
- Demonstrating My Style (1996)
- Look My Way (1998)
- Hold It Down (2000)
- Legacy (2005)
- Infiltrate the System (2007)
- Empire (2010)
- Hardcore Lives (2014)
- For the Cause (2018)

### Ep's
- Ball Of destruction EP (1989)
- NYHC EP (2002)
- Rebellion (2012)

### Compilaties
- Best Of Madball (2002)